# Fald (skibsterminologi)
 For alternative betydninger, se fald. (Se også artikler, som begynder med fald)
 Der er for få eller ingen kildehenvisninger i denne artikel, hvilket er et problem. Du kan hjælpe ved at angive troværdige kilder til de påstande, som fremføres i artiklen.

Et fald er i skibsterminologi betegnelsen for det tov eller den wire der er fastgjort i toppen af et sejl, og hvormed det hejses op.
Fald er fællesbetegnelsen for alle fald, mens et mere specifikt fald kan betegnes f.eks. fokkefald eller storfald, der bruges til at hejse henholdsvis fokken og storsejlet.